# La Provinciale (film)
Pour les articles homonymes, voir La Provinciale (homonymie).
Pour plus de détails, voir Fiche technique et Distribution.
La Provinciale est un film franco-suisse réalisé par Claude Goretta, sorti en 1981.

## Fiche technique
- Titre : La Provinciale
- Réalisateur : Claude Goretta, assisté de Laurent Ferrier
- Scénario : Claude Goretta, Jacques Kirsner et Rosine Rochette
- Photographie : Philippe Rousselot
- Musique : Arié Dzierlatka
- Son : Pierre Gamet
- Décors : Jacques Bufnoir
- Montage : Joële Van Effenterre
- Production : Daniel Toscan du Plantier
- Société de production : Gaumont
- Pays :  France,  Suisse
- Genre : drame
- Durée : 1h52
- Date de sortie : France - 21 janvier 1981

## Distribution
- Nathalie Baye : Christine
- Angela Winkler : Claire
- Bruno Ganz : Rémy Muller
- Patrick Chesnais : Pascal Chantel
- Jean Davy : De Larive
- Jacques Lalande : le promoteur
- Jean Obé : Thabert
- Dominique Paturel : Ralph Gersant
- Jean Valmont : Dargeol
- Pierre Vernier : le publiciste
- Paul Andrieu : Dangelle
- Jean Bollery : Jacques Legean
- Roland Monod : Philippe Bernier
- Jacques Alric : le cafetier
- Liza Braconnier : une amie de Christine
- Henri Poirier : Berthelot
- Robert Rimbaud : Astrov
- Christian de Tillière : le maître d'hôtel
- Richard Anconina
- Marcelle Barreau
- Michel Berto
- Bernard Bireaud
- Jean-Claude Bouillaud
- Jean-Pol Dubois
- Gisèle Grimm
- Claude Hébert
- Pierre Londiche
- Marie Marczack
- Antoinette Moya
- Maud Rayer
- Michel Ruhl
- Anthony Stuart
- Jean Valmont